# Уолтерс, Кэтрин
Кэтрин Уолтерс (англ. Catherine Walters, 13 июня 1839 — 5 августа 1920) — британская законодательница мод и куртизанка. Также известна как Skittles (с англ. — «кегля, кегли»). Среди её покровителей были британские интеллектуалы, лидеры политических партий, аристократы и члены королевской семьи.

## Биография
Кэтрин Уолтерс родилась в 1839 г. в Ливерпуле. Её родителями были Эдуард Уолтерс и Мэри Энн Фаулер, она была третьей из пяти детей.
В 19 лет она переехала в Лондон. Своё прозвище она получила, поскольку работала в кегельной на Честерфилд-стрит. Её также называли миссис Беренс и миссис Бейли, хотя замужем она не была. Кэтрин обладала классической красотой, подчёркнутой её умением наездницы. В 1860-е гг. зрелище Кэтрин, скачущей на лошади на Роттен роу в Гайд-парке, привлекало больше количество зрителей. Даже дамы-аристократки пытались копировать её манеры верховой езды.
Как считается, в число её любовников входили Обри де Вер Бюклерк, с которым она в 1862 г. была в США, Спенсер Кавендиш, 8-й герцог Девонширский, Наполеон III, Ашиль Фульд и принц Уэльский, впоследствии король Эдуард VII. Она была также первой любовью поэта Уилфрида Бланта, любившего её всю жизнь. Став известной куртизанкой, Кэтрин не афишировала свои связи с богатыми и известными любовниками, как, впрочем, и не отрицала ходившие вокруг неё слухи — это только добавляло ей популярности и сделало её ценной спутницей мужчин. Она отошла от подобных дел в 1890 г., став довольно богатой женщиной — после её смерти её состояние оценивалось в 2,764 фунта, 19 шиллингов 6 пенсов. Ей принадлежали дом в Мейфэре, ещё несколько домов, а также две гостиницы, причём одна — во Франции.
Кэтрин скончалась в 1920 г. в своём доме в Мэйфере и была похоронена в Кроли.

## Влияние на культуру
В 1861 г. поэт и журналист Альфред Остин, будущий поэт-лауреат в своей первой сатирической книге The Season упоминал Skittles, высмеивая тогдашние викторианские нравы. Он описал её эффектное появление на Роттен роу в Гайд-парке и ревнивый интерес к ней публики и предположил, что куртизанки столь популярны не только благодаря сексуальной доступности, но и потому, что они естественны, не такие мрачные и куда менее скучные, чем благовоспитанные английские девушки, приехавшие в Лондон на брачный сезон.
Художник Эдвин Ландсир в 1861 г. представил в Королевской академии художеств картину The Shrew Tamed. На картине изображена красивая девушка, одетая для верховой езды и лежащая рядом с лошадью. Считалось, что это был портрет известной всадницы Энни Гилберт, но вследствие сочетания красивой женщины и лошади многие критики предполагали, что это портрет Кэтрин Уолтерс.
В 1864 г. лондонский издатель Джордж Виккерс выпустил три поддельные биографии Кэтрин Уолтерс: Anonyma: or, Fair but Frail, Skittles: the Biography of a Fascinating Woman и Skittles in Paris. Вероятно, автором был Уильям Стивенс Хейворд либо Брейсбридж Хеминг. Свободная продажа и коммерческий успех этих книг вызывали озабоченность у современных газет и журналов падением морали общества.
Поэт Уилфрид Блант посвятил Кэтрин цикл своих стихотворений The Love Sonnets of Proteus и книгу Esther, вдохновлённую его романом и последующей дружбой с Кэтрин.
В романе Чарльза Рида A Terrible Temptation ("Роковое искушение", 1871 г.) есть персонаж Рода Сомерсет, взятый с Кэтрин Уолтерс.